# Чемерчица
Чемерчица је река у Србији која извире испод врхова Чемерника и улива се у Власину, у варошици Црна Трава. Настаје од Игњатове чесме (1.560 m), испод Великог Чемерника, речице Власинке, изнад засеока Павловци, и низа других извора (највећи Студени извор), формирајући реку Плавило, којој се у дужини од 11 km прикључују воде: Цвејина долина (дајући с њом Средњу реку), а потом Календерова долина и Мала река. Чемерчица је била изузетно богата водом, све док није, заједно са притокама, 1962 – 1963. године, затвореним системом канала, дугачким око 12 km, захваћена и кроз тунел испод Јеврине утрине, од села Прочоловца до Дојчиновца, спроведена у Власинско језеро. Богата је пастрмком и поточном мреном.
На обронцима и брдима у сливу Чемерчице налазе се насеља црнотравске општине: Павловци, Прочоловци, Ранђеловци, Вељковци, Јовановце, Степановци, Мала Река, Горња и Доња Козарница, Црвенковци и Жутини. Сва ова засеља су формирана крај добрих извора воде.